# Distretto di Kandy
Il distretto di Kandy è un distretto dello Sri Lanka, situato nella provincia Centrale e che ha come capoluogo Kandy.